# Nathalie Emmanuel
Nathalie Joanne Emmanuel (Southend-on-Sea, 2 de março de 1989) é uma atriz britânica, conhecida por seus papéis como Missandei na série de televisão Game of Thrones da HBO, Ramsey na franquia The Fast and the Furious e Harriet em Maze Runner: The Scorch Trials.

## Biografia

### Vida pessoal
Sua mãe é dominicana e seu pai é metade santa-lucense e metade britânico. Tem uma irmã mais velha chamada Louise Emmanuel, que é cantora. Dos três aos onze anos, frequentou a St Hilda's School (Essex) em Westcliff-on-Sea. Com doze deixou a St Hilda e foi para a Westcliff High School for Girls, uma escola secundária e academia para meninas (11-18 anos) em Southend-on-Sea.

### Carreira
Incentivada por sua mãe, a partir dos três anos começou a ter aulas de atuação, canto e dança. Aos dez anos, fez a jovem Nala no musical O Rei Leão, em West End.
Ganhou fama como Sasha Valentine na soap opera Hollyoaks do Channel 4, onde apareceu de 17 de julho de 2006 até 13 de agosto de 2010. As histórias de sua personagem incluíam vício em heroína, consumo excessivo de álcool e envolvimento com prostituição e gangsters.
Em janeiro de 2012, apresentou um documentário da BBC Three, o Websex: What's the Harm?, que investigou como a internet está mudando a vida sexual de jovens entre 16 e 24 anos de idade, em todo o Reino Unido. No mesmo ano, interpretou Carla no suspense Twenty8k.
Em 2013, ganhou reconhecimento internacional ao entrar para o elenco recorrente da série de televisão Game of Thrones da HBO, e aparecer em oito dos dez episódios da terceira temporada. Sua personagem, a ex-escrava Missandei, tem o dom de falar diversas línguas e se tornou confidente e conselheira confiável de Daenerys Targaryen (interpretada por Emilia Clarke). Após também ser creditada como recorrente na quarta temporada, na quinta finalmente foi promovida ao elenco principal da série.
Em 2015, apareceu em Furious 7 como Ramsey. No final de janeiro, Nathalie terminou de filmar Maze Runner: The Scorch Trials, onde interpreta Harriet.

## Filmografia

### Cinema
| Ano  | Título                                       | Papel         | Notas          |
| ---- | -------------------------------------------- | ------------- | -------------- |
| 2012 | Twenty8k                                     | Carla         |                |
| 2012 | Websex: What's the Harm?                     | Apresentadora | Documentário   |
| 2015 | Furious 7                                    | Ramsey        |                |
| 2015 | Maze Runner: The Scorch Trials               | Harriet       |                |
| 2016 | Waves                                        |               | Curta-metragem |
| 2017 | The Fate of the Furious                      | Ramsey        |                |
| 2017 | Holly Slept Over                             | Holly         |                |
| 2018 | Maze Runner: The Death Cure                  | Harriet       |                |
| 2018 | The Titan                                    |               | Curta-metragem |
| 2020 | Holly Slept Over                             | Holly         |                |
| 2021 | F9                                           | Ramsey        |                |
| 2022 | The Invitation                               | Evie          |                |
| 2023 | Fast X                                       | Ramsey        |                |
| TBA  | Prequela intitulada Army Of The Dead Prequel | Pré-produção  |                |

### Televisão
| Ano       | Título                                        | Papel           | Notas         |
| --------- | --------------------------------------------- | --------------- | ------------- |
| 2006-2010 | Hollyoaks                                     | Sasha Valentine | 191 episódios |
| 2008      | Hollyoaks Later                               | Sasha Valentine |               |
| 2009      | Hollyoaks: The Morning After the Night Before | Sasha Valentine |               |
| 2011      | Misfits                                       | Charlie         | 1 episódio    |
| 2011      | Casualty                                      | Cheryl Hallows  | 1 episódio    |
| 2013-2019 | Game of Thrones                               | Missandei       | 38 episódios  |
| 2018      | Four weddings and a funeral                   | Maya            |               |
| 2019      | O Cristal Encantado: A Era da Resistência     | Deet (voz)      | 10 episódios  |

### Revistas
- GQ: Edição de abril de 2015.[12]
- InStyle: Edição de abril de 2015.[13]
- FHM: Lista das "100 mulheres mais sexy", #99 (2013),[14] #76 (2014)[15] e #75 (2015).[16]